# Kveda Dzimiti
Kveda Dzimiti (en georgiano: ქვედა ძიმითი) es un pueblo de Georgia ubicado en el centro de la región de Guria, siendo parte del municipio de Ozurgueti. 

## Geografía
Kveda Dzimiti se sitúa a orillas del río Supsa, 17 km al norte de Ozurgueti.

## Demografía
La evolución demográfica de Kveda Dzimiti entre 2002 y 2014 fue la siguiente:
| 980                                             | 885 |
| (Fuente: Population of Georgia in Soviet times) |     |

Según el censo de 2014, los georgianos constituían el 99,7% de la población.

## Economía
En el pueblo se extrae cemento y al pueblo llega agua mineral con propiedades curativas. 